# Nascita della Vergine (Perugino)
La Nascita della Vergine è un dipinto a tempera su tavola (18,6x41 cm) di Pietro Perugino, databile al 1472 circa e conservato nella Walker Art Gallery a Liverpool. Faceva originariamente parte della predella di una perduta pala d'altare dedicata alla Vergine, che comprendeva anche il Miracolo della neve oggi a Polesden Lacey (Surrey).

## Storia
L'opera, per quanto facente parte di un insieme perduto, testimonia la crescente richiesta di commissioni importanti al giovane Perugino, da poco attivo a Firenze. Già identificata con la Nascita del Battista, venne letta poi come natività di Maria da William Roscoe, che possedeva il dipinto agli inizi del XX secolo.
Il piccolo pannello si trovava nella cappella Pucci nella basilica della Santissima Annunziata a Firenze, dove venne acquistato, con il suo gemello, da John Campbell, conte di Cawdor nel 1786. Nel 1804 i due pannelli vennero separati per una vendita a Londra e quello della Natività finì, per nove ghinee, nelle collezioni di Roscoe con l'attribuzione a Masaccio. In seguito parte della collezione Roscoe finì nel museo di Liverpool.
È stato ipotizzato anche che l'opera facesse parte della predella della pala di San Martino a Strada della bottega del Verrocchio.

## Descrizione e stile
La scena è inquadrata in una cornice ovale in finto-marmo rosso e bianco. Separata in due dal muro della stanza dove nasce Maria, mostra a destra la stanza dove sant'Anna, distesa su un letto a cassone medievale coperto da una cortina, ha appena partorito ed alcune levatrici si stanno occupando dell'infante, preparandole il bagno in una tinozza metallica.
A sinistra tre donne, sullo sfondo di un calmo paesaggio, stanno per entrare in casa per rendere visita alla partoriente. La visione della casa è molto realistica e vi si colgono alcuni influssi stilistici legati al Verrocchio, maestro fiorentino del giovane Perugino, come nei giochi lineari che sono marcati nel panneggio, evidenziato da lumeggiature dorate, che arriva a possedere quel tipico "effetto bagnato" e pesante in figure come quella vestita di nero a sinistra. La divisione in due della scena, di sapore arcaico, permette comunque uno studio preciso sulla luce, che entra dalla porta rischiarando solo alcuni punti della stanza, come una parte del letto, dove Anna proietta l'ombra sulla testata.
L'intonazione del dipinto è calma e silenziosa, con l'elegante processione delle donne caratterizzate da gesti aggraziati.